# Ворона-Маре
Ворона-Маре (рум. Vorona Mare) — село у повіті Ботошані в Румунії. Входить до складу комуни Ворона.
Село розташоване на відстані 349 км на північ від Бухареста, 21 км на південь від Ботошань, 85 км на північний захід від Ясс.

## Населення
За даними перепису населення 2002 року у селі проживали 717 осіб, усі — румуни. Усі жителі села рідною мовою назвали румунську.